# Dompierre-en-Morvan
Dompierre-en-Morvan – miejscowość i gmina we Francji, w regionie Burgundia-Franche-Comté, w departamencie Côte-d’Or. Nazwa miejscowości pochodzi od imienia św. Piotra.
Według danych na rok 1990 gminę zamieszkiwały 163 osoby, a gęstość zaludnienia wynosiła 11 osób/km² (wśród 2044 gmin Burgundii Dompierre-en-Morvan plasuje się na 748. miejscu pod względem liczby ludności, natomiast pod względem powierzchni na miejscu 654.).